# Frimaire

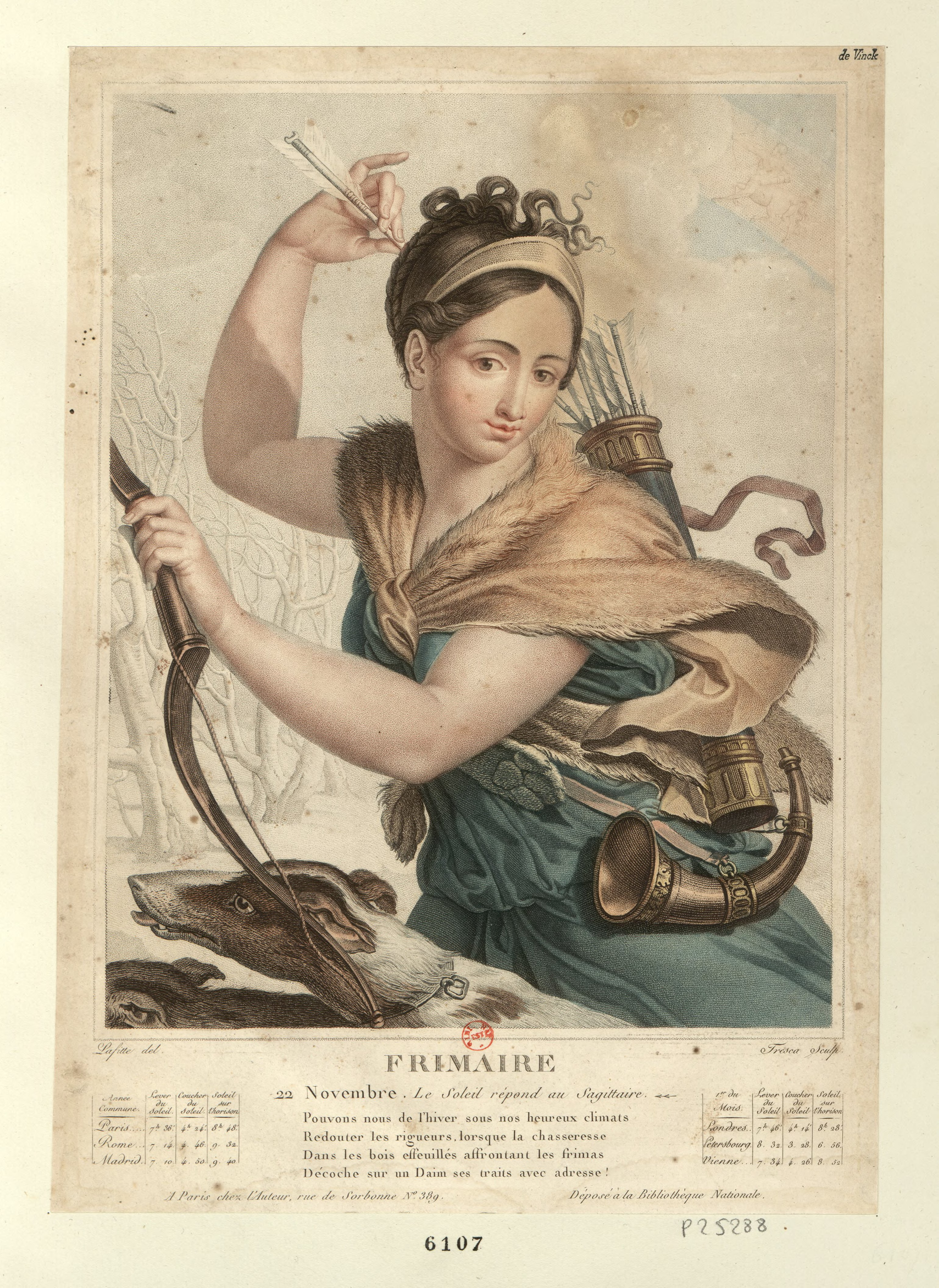
A hónap allegorikus ábrázolása

Frimaire (ejtsd: frimer), magyarul: Dér hava, a francia forradalmi naptár harmadik, őszi hónapja.
Megközelítően – az évektől függően egy-két nap eltéréssel – megegyezik a Gergely-naptár szerinti november 21-étől december 20-áig terjedő időszakkal, amikor a Nap áthalad az állatöv Nyilas csillagképén.
A francia frimas, „ködös, hideg idő” szóból származik, mivel „hol száraz, hol nedves hideget érzünk novemberben és decemberben”, olvasható Fabre d’Églantine költő javaslatában, melyet 1793. október 24-én, a „Naptárkészítő Bizottság” nevében nyújtott be a Nemzeti Konventnek.

## Átszámítás
| I. év | II. év | III. év | V. év | VI. év | VII. év |

| november | 1792 | 1793 | 1794 | 1796 | 1797 | 1798 | december |

| I. év | II. év | III. év | V. év | VI. év | VII. év |

| november | 1792 | 1793 | 1794 | 1796 | 1797 | 1798 | december |

| IV. év | VIII. év | IX. év | X. év | XI. év | XIII. év | XIV. év |

| november | 1795 | 1799 | 1800 | 1801 | 1802 | 1804 | 1805 | december |

| IV. év | VIII. év | IX. év | X. év | XI. év | XIII. év | XIV. év |

| november | 1795 | 1799 | 1800 | 1801 | 1802 | 1804 | 1805 | december |

| XII. év |

| november | 1803 | december |

| XII. év |

| november | 1803 | december |

## Napjai
| A "Frimaire" hónap napjai | A "Frimaire" hónap napjai | A "Frimaire" hónap napjai | A "Frimaire" hónap napjai | A "Frimaire" hónap napjai | A "Frimaire" hónap napjai | A "Frimaire" hónap napjai |
| ------------------------- | ------------------------- | ------------------------- | ------------------------- | ------------------------- | ------------------------- | ------------------------- |
|                           | 1. dekád                  | 1. dekád                  | 2. dekád                  | 2. dekád                  | 3. dekád                  | 3. dekád                  |
| Primidi                   | 1.                        | Raiponce (raponca)        | 11.                       | Cire (viasz)              | 21.                       | Érable sucre (cukorjuhar) |
| Duodi                     | 2.                        | Turneps (tarlórépa)       | 12.                       | Raifort (torma)           | 22.                       | Bruyère (avarfű)          |
| Tridi                     | 3.                        | Chicorée (cikória)        | 13.                       | Cèdre (cédrus)            | 23.                       | Roseau (nád)              |
| Quartidi                  | 4.                        | Nèfle (naspolya)          | 14.                       | Sapin (fenyő)             | 24.                       | Oseille (sóska)           |
| Quintidi                  | 5.                        | Cochon (disznó)           | 15.                       | Chevreuil (őz)            | 25.                       | Grillon (tücsök)          |
| Sextidi                   | 6.                        | Mâche (galambbegy)        | 16.                       | Ajonc (sünzanót)          | 26.                       | Pignon (mandulafenyő)     |
| Septidi                   | 7.                        | Chou-fleur (karfiol)      | 17.                       | Cyprès (ciprus)           | 27.                       | Liège (parafa)            |
| Octidi                    | 8.                        | Miel (méz)                | 18.                       | Lierre (repkény)          | 28.                       | Truffe (szarvasgomba)     |
| Nonidi                    | 9.                        | Genièvre (boróka)         | 19.                       | Sabine (lóciprus)         | 29.                       | Olive (olíva)             |
| Decadi                    | 10.                       | Pioche (csákány)          | 20.                       | Hoyau (kapa)              | 30.                       | Pelle (lapát)             |